# Alchemilla borealis
Alchemilla borealis é uma espécie de rosácea do gênero Alchemilla, pertencente à família Rosaceae.